# أمانة عمان الكبرى

علم أمانة عمان الكبرى القديم.

أمانة عمّان الكبرى هي بلدية العاصمة الأردنيّة عمّان، وهي الجهة المسؤولة عن تقديم الخدمات العامة للمواطنين في المدينة في مجالات مختلفة كالترخيص والنظافة والترقيم، وكذلك في المجالات الثقافية والسياحية والرياضية وبرامج للأطفال وغيرها.
تُعتبر الأمانة مؤسسة أهلية ذات استقلال مالي وتمارس الوظائف والسلطات والصلاحيات والمهام والأعمال والأنشطة المنصوص عليها في قانون البلديات الأردني وتعديلاته رقم 29 لسنة 1955. يرأس مجلس أمانة عمّان يوسف الشواربة خلفاً لعقل بلتاجي منذ آذار/ مارس 2017.

## نبذة تاريخية
- أنشئ أول مجلس بلدية في عمّان عام (1909) وكان عدد سكانها حوالي (300) عائلة أي حوالي (2000) نسمة.
- في عام (1950) ونتيجة لزيادة توّسع المدينة فـي أعقـاب حرب 1948 تحولت بلدية عمّـان إلى أمانة العاصمة.
- في عام (1987) ونتيجة للتوّسع المضطرد لمساحة المدينة وازدياد عدد السكان وإجراء تخطيط شامل للمدينة ومحيطها تم إعلان إنشاء «أمانة عمان الكبرى» خلفاً لأمانة العاصمة.

## عن الأمانة
تبلغ مساحة عمّان الكبرى حوالي (795.39) كم2، وعدد سكانها يقارب (2,200,000) نسمة. وتمارس أمانة عمان الكبرى صلاحياتها من خلال مجلس الأمانة الذي يرأسه أمين عمَّان والذي يتكوّن من أربعين عضواً يتم انتخاب نصفهم من قبل المواطنين والنصف الآخر يعيّن بقرار من مجلس الوزراء، وترتبط الأمانة ارتباطا مباشراً برئيس الوزراء. ونظراً للمساحة الجغرافية الواسعة والطبيعة الطبوغرافية للمدينة والعدد الكبير والمتنامي للسكان، فقد قُسّمت أمانة عمَّان الكبرى إلى اثنتان وعشرين منطقة إدارية تقدم كافة الخدمات البلدية التي نص عليها قانون البلديات وتعديلاته.

## مبنى الأمانة

مبنى أمانة عمأن الكبرى في راس العين.

يقع مبنى أمانة عمان الكبرى في منطقة راس العين يحيط به ساحات وحدائق وجلسات استراحة ليقضي المواطن وقتا ممتعا. في عام 2009 تجاوز عدد موظفي أمانة عمان الكبرى في مناطق مختلفة، 18000 موظف ومستخدم وعامل لخدمة مساحة سكانية تقدر بحوالي 795.39 كم 2 قسمت إلى 22 منطقة إدارية.

## مخطط عمان الشمولي
أطلقت أمانة عمان مشروع خطة مدينة عمان بين 2007 - 2008 على أربع مراحل حيث شملت على تحديد مناطق الأبراج العالية في مناطق محددة من العاصمة وخاصة مشروع العبدلي، مرحلة تخطيط شارع المطار المستقبلي، مرحلة توزيع المناطق ذات الكثافة السكانية المنخفضة وأخيرا تحديد المناطق الصناعية في المدينة وحصرها على ثلاث مناطق رئيسية.
يشار بالذكر إلى أن هذه الخطة الشمولية التي أطلقتها الأمانة، قد نالت جوائز عالمية منها جائزة القيادة العالمية في تخطيط المدن  وجائزة المدينة عن قارة آسيا لعام 2007.

## مناطق أمانة عمان الكبرى
- منطقة المدينة.
- منطقة بسمان.
- منطقة ماركا.
- منطقة النصر.
- منطقة بدر.
- منطقة رأس العين.
- منطقة اليرموك.
- منطقة زهران.
- منطقة العبدلي.
- منطقة طارق.
- منطقة الجبيهة.
- منطقة شفا بدران.
- منطقة القويسمة وأبو علند والرجيب والجويدة .
- منطقة خريبة السوق.
- منطقة وادي السير.
- منطقة صويلح.
- منطقة المقابلين وأم قصير.
- منطقة تلاع العلي وخلدا وأم السماق.
- منطقة بدر الجديدة.
- منطقة أبو نصير.
- منطقة أحد .
- منطقة مرج الحمام.

## أمناء ورؤساء عمّان
أسماء عمدة عمّان ابتداءً منذ تأسيس أول مجلس بلدي للمدينة عام 1909 في وسط البلد:
| رؤساء بلدية عمّان (1950-1909) - إسماعيل بابوق (1909-1911). - أحمد الخطيب (1911-1915). - أسعد حمدوخ (1915-1919). - أيوب فخري فاخر (1919-1920). - سعيد خير (1920-1925). - يوسف عصفور (1925-1931). - طاهر الجقة (1931-1933). - علاء الدين طوقان (1933-1937). - سامح حجازي (1937-1938). - علاء الدين طوقان (1933-1937). - سعيد المفتي (1938-1939). - هاشم خير (1939-1942). - عمر حكمت جانخوت (1942-1942). - صبحي كحالة (1942-1943). - عمر زكي الافيوني (1943-1944). - رأفت الدجاني (1944-1945). - كمال الجيوسي (1945-1945). - سامح حجازي (1945-1948). - عبد المجيد العدوان (1948-1948). - هزاع المجالي (1948-1950). | أمناء العاصمة (1986-1953) - عبد الرحمن خليفة الفواعير 1951-1952 - فرحان شبيلات (1953-1955). - عمر مطر (1955-1957). - ضيف الله محمود (1957-1960). - حسني سيدو الكردي (1960-1962). - بشير الشريقي (1962-1964). - أحمد فوزي (1964-1973). - محمد طوقان (1973-1976). - معن أبو نوار (1976-1979). - عصام العجلوني (1980-1982). - عبد الرؤوف الروابدة (1983-1986). | أمناء أمانة عمّان الكبرى (1986-الآن) - عبد الرؤوف الروابدة (1987-1989). - علي سحيمات (1989-1991). - محمد بشير الأمين (1991-1993). - ممدوح العبادي (1993-1998). - نضال الحديد (1998-2006). - عمر المعاني (2006-2011). - عمار غرايبة (رئيس لجنة) (2011). - عبد الحليم الكيلاني (رئيس لجنة) (2012). - عقل بلتاجي (2013 - 2017). - يوسف الشواربة (أمين عمان) (2017). |

## وصلات خارجية
- الموقع الإلكتروني لامانة عمان الكبرى